# Mala Rasinjica
Mala Rasinjica – wieś w Chorwacji, w żupanii kopriwnicko-kriżewczyńskiej, w gminie Rasinja. W 2011 roku liczyła 34 mieszkańców.